# إيبن عزرا روبرتس
إيبن عزرا روبرتس (بالإنجليزية: Eben Ezra Roberts)‏ هو مهندس معماري أمريكي، ولد في 1866 في بوسطن في الولايات المتحدة، وتوفي في 1943.